# Trekové kolo

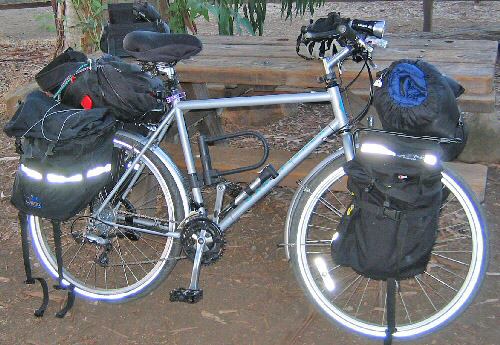
Moderní kolo pro cykloturistiku

Trekové kolo nebo také trekingové kolo je druh jízdního kola, určený k jízdě na silnici nebo v nenáročném terénu. Zpravidla je vybaveno koly s velikostí 28 palců. Velikost se však u výrobců různí. Trekingové kolo se při jízdě snadněji vede, lépe drží stopu (mimo terén) a klade nízký valivý odpor.

## Výbava
Zpravidla bývá vybaveno cyklistickými brašnami umístěnými na nosičích, pro přepravu věcí potřebných k pobytu v přírodě, jako je stan, oblečení, potraviny atd. Trekingové kolo bývá opatřeno také odrazkami, blatníky, zvonkem, světly a pohodlným sedákem. Oproti klasickým horským nebo silničním kolům tak bývá praktičtější a pohodlnější na delší cesty a výlety. Právě výbava představuje hlavní rozdíl mezi trekingovým kolem a krosovým kolem (někdy také crossové kolo). Krosové kolo je vůči trekovému kolu bez výbavy, tudíž je i lehčí a vhodnější pro náročnější sportovce.[zdroj?]

### Konstrukce
Treková kola patří mezi lehčí jízdní kola. Může za to především úzký rám a použité materiály. Hmotnost se zpravidla pohybuje do 16 kilogramů, dražší kola váží kolem 11 kilogramů. Záleží také na příslušenství a použitých materiálech při výrobě. Konstrukce bývá nejčastěji vyrobena z oceli, karbonu, hliníku nebo titanu. Trekové kolo se typicky vyrábí s předním odpružením. Odpružená vidlice tlumí nárazy, čímž je jízda pohodlnější. Co se týče brzd, mezi levnější varianty patří klasické čelisťové V-brzdy. Mnohem účinnější variantou jsou kotoučové brzdy, které jsou efektivnější a lépe brzdí i za deště.[zdroj?]

### Použití
Trekingové kolo se hodí na silnici nebo na prašné cesty. Do náročného terénu není vhodné kvůli úzkým pneumatikám, které špatně překonávají náročný terén a překážky.[zdroj?] == Externí odkazy ==
- Obrázky, zvuky či videa k tématu trekové kolo na Wikimedia Commons